# Cârșu, Mehedinți
Cârșu este un sat în comuna Bala din județul Mehedinți, Oltenia, România. Se află în partea de nord-vest a județului, în  Podișul Mehedinți.